# Direction régionale de l'Équipement
Pour les articles homonymes, voir DRE.
En France, les directions régionales de l'Équipement (DRE) étaient des services déconcentrés du ministère de l'Écologie, de l'Énergie, du Développement durable et de la Mer (MEEDDM).
À compter du 1er janvier 2007, elles assuraient la maîtrise d'ouvrage du développement du réseau routier national après réorganisation des services routiers de l'État.

## Disparition
Au nombre de vingt-deux jusqu'en 2008, la réorganisation du ministère de l'Écologie, de l'Énergie, du Développement durable et de la Mer (MEEDDM) conduit à la création des directions régionales de l'Environnement, de l'Aménagement et du Logement (DREAL) par fusion des DRE, des directions régionales de l'Industrie, de la Recherche et de l'Environnement (DRIRE) et des directions régionales de l'Environnement (DIREN) dans chaque région entre 2009 et 2011.